# Малар (Іран)
Малар (перс. ملار) — село в Ірані, у дегестані Бала-Ларіджан, у бахші Ларіджан, шагрестані Амоль остану Мазендеран. За даними перепису 2006 року, його населення становило 40 осіб, що проживали у складі 12 сімей.

## Клімат
Середня річна температура становить 7,51 °C, середня максимальна – 22,70 °C, а середня мінімальна – -8,26 °C. Середня річна кількість опадів – 220 мм.
| Клімат поселення                              | Клімат поселення | Клімат поселення | Клімат поселення | Клімат поселення | Клімат поселення | Клімат поселення | Клімат поселення | Клімат поселення | Клімат поселення | Клімат поселення | Клімат поселення | Клімат поселення | Клімат поселення |
| Показник                                      | Січ.             | Лют.             | Бер.             | Квіт.            | Трав.            | Черв.            | Лип.             | Серп.            | Вер.             | Жовт.            | Лист.            | Груд.            |                  |
| Середній максимум, °C                         | 1,14             | 1,74             | 4,17             | 10,68            | 15,84            | 20,15            | 22,70            | 22,58            | 19,28            | 13,90            | 8,28             | 3,42             |                  |
| Середня температура, °C                       | −3,56            | −2,95            | −0,52            | 5,99             | 11,16            | 15,46            | 18,43            | 18,30            | 15,01            | 9,62             | 4,03             | −0,83            |                  |
| Середній мінімум, °C                          | −8,26            | −7,64            | −5,22            | 1,30             | 6,46             | 10,78            | 14,17            | 14,03            | 10,74            | 5,34             | −0,24            | −5,1             |                  |
| Норма опадів, мм                              | 22               | 27               | 42               | 32               | 29               | 8                | 7                | 3                | 3                | 13               | 15               | 19               |                  |
| Середньомісячна швидкість вітру, м/с          | 1.45             | 2.20             | 2.42             | 2.67             | 2.12             | 1.77             | 1.70             | 1.55             | 1.64             | 1.77             | 1.86             | 1.57             |                  |
| Середньомісячна сонячна радіація, кДж/м²·день | 9187             | 11657            | 14331            | 17822            | 21358            | 25003            | 24714            | 22676            | 19616            | 14515            | 10754            | 8709             |                  |
| --------------------------------------------- | ---------------- | ---------------- | ---------------- | ---------------- | ---------------- | ---------------- | ---------------- | ---------------- | ---------------- | ---------------- | ---------------- | ---------------- | ---------------- |
| Джерело:                                      |                  |                  |                  |                  |                  |                  |                  |                  |                  |                  |                  |                  |                  |